# Траверсо, Джованни Баттиста (миколог)
Джованни Баттиста Траверсо (итал. Giovanni Battista Travèrso; 1878—1955) — итальянский миколог и фитопатолог.

## Биография
Джованни Баттиста Траверсо родился 25 октября 1878 года в городе Павия в Италии. Учился в Университете Павии у Джованни Бриози, в 1900 году ему была присвоена степень доктора философии. Затем Траверсо стал работать ассистентом в Ботаническом институте Падуанского университета. В 1905 году стал доктором Падуанского университета. С 1915 года Траверсо работал заместителем директора Римской фитопатологической станции, где познакомился с Джузеппе Кубони. В ноябре 1923 года Джованни стал профессором фитопатологии в Миланском сельскохозяйственном училище. В 1948 году Траверсо ушёл на пенсию. Джованни Траверсо скончался 22 января 1955 года в Милане.
Большая часть гербарных образцов, собранных Траверсо, хранится в гербариях Павианского (PAV) и Падуанского (PAD) университетов. Некоторые образцы находятся в Миланском университете (MIPV), Моденском университете (MOD) и Римском институте фитопатологии (ROPV). Письма Траверсо американскому микологу Фарлоу находятся в Гарвардском университете (FH).

## Некоторые научные работы
- Traverso, G.B. (1898). Flora urbica pavese // Nuov. giorn. bot. ital. 5: 57—75
- Traverso, G.B. (1900). Micromiceti di Trevezzina // Malpighia 14: 457—479
- Traverso, G.B. (1902). Note critiche sopra le "Sclerospora" parassite di Graminacee // Malpighia 16: 280—290
- Traverso, G.B. (1903). Micromiveti della provincia di Modena // Malpighia 17: 163—228
- Traverso, G.B. (1903). Elenco bibliografico della micologia italiana
- Saccardo, P.A., Traverso, G.B. (1904). Micromiceti italiani
- Traverso, G.B. (1905). La nomenclatura delli organi // Nuov. giorn. bot. ital. 12: 261—280
- Traverso, G.B., Trotter, A., Petri, L., Ferraris, T., Saccardo, P.A., Ciferri, R., Colla, A.S. (1905). Flora italica cryptogama 1
- Saccardo, P.A., Traverso, G.B. (1905). La flora delle vette di Feltre
- Traverso, G.B. (1905). Bilbiotheca mycologica // in Saccardo, P.A., Saccardo, D. Sylloge fungorum 17
- Traverso, G.B., Spessa, C. La flora micologica del Portogallo saggio
- Traverso, G.B. (1910—1911). Index iconum fungorum // in Saccardo, P.A. Sylloge fungorum 19—20
- Traverso, G.B. (1912). Manipolo di funghi della Valle Pellina

## Грибы, названные в честь Дж. Б. Траверсо
- Traversoa Sacc. & Syd., 1913 [syn.  Lasiodiplodia Ellis & Everh., 1896]
- Alternaria traversoi Peyronel, 1913
- Guignardia traversoana Gonz.Frag., 1916